# بولا أونغوريانو
بولا أونغوريانو (بالرومانية: Paula Ungureanu)‏ مواليد 30 مارس 1980 في براشوف، هي لاعبة كرة يد رومانية تلعب كحارس مرمى. مثلت منتخب رومانيا لكرة اليد للسيدات. شاركت في دورة الألعاب الأولمبية الصيفية سنة 2016. حققت المركز الثاني في بطولة العالم لكرة اليد للسيدات 2005.

## سجل المنافسة
شاركت في البطولات التالية:
- الألعاب الأولمبية الصيفية 2016
- بطولة العالم لكرة اليد للسيدات 2005
- بطولة العالم لكرة اليد للسيدات 2013
- بطولة العالم لكرة اليد للسيدات 2015
- بطولة أوروبا لكرة اليد للسيدات 2008
- بطولة أوروبا لكرة اليد للسيدات 2010
- بطولة أوروبا لكرة اليد للسيدات 2012
- بطولة أوروبا لكرة اليد للسيدات 2014
- بطولة أوروبا لكرة اليد للسيدات 2016

## الميداليات
| الميدالية | المسابقة                            |
| --------- | ----------------------------------- |
| فضية      | بطولة العالم لكرة اليد للسيدات 2005 |
| برونزية   | بطولة العالم لكرة اليد للسيدات 2015 |
| برونزية   | بطولة أوروبا لكرة اليد للسيدات 2010 |

## روابط خارجية
- بولا أونغوريانو على موقع الاتحاد الأوروبي لكرة اليد (الإنجليزية)
- بولا أونغوريانو على موقع أوليمبيديا (الإنجليزية)